# Paradise Now
Paradise Now (Paraíso Ya o Paraíso Ahora) es una película israelí de 2005 dirigida por Hany Abu-Assad que cuenta la historia de dos palestinos preparándose para realizar un ataque suicida en Israel. Ganó un Globo de Oro en la categoría de mejor película en lengua no inglesa, y también fue candidata al premio Oscar en la misma categoría.

## Sinopsis
Said y Khaled son dos amigos de la infancia que han vivido siempre en un campo de refugiados palestino en Cisjordania. Cansados de su vida, son reclutados para realizar un ataque suicida en Tel Aviv. Los dos amigos vivirán días intensos cuando su ideología y sus sentimientos se enfrenten, y donde al parecer no hay solución al problema. La película intenta acercarse al trasfondo del terrorismo suicida, deteniéndose sobre las circunstancias y las dudas de ambos personajes y quienes planean el atentado, así como las peripecias que tienen lugar.

## Personajes principales y actores
- Kais Nashef — Said
- Ali Suliman — Khaled
- Lubna Azabal — Suha
- Amer Hlehel — Jamal
- Hiam Abbass — Madre de Said
- Ashraf Barhom — Abu Karem